# Colombia en los Juegos Olímpicos de Atlanta 1996
Colombia estuvo representada en los Juegos Olímpicos de Atlanta 1996 por un total de 48 deportistas, 39 hombres y 9 mujeres, que compitieron en 9 deportes.
El portador de la bandera en la ceremonia de apertura fue el ciclista Marlon Pérez. El equipo olímpico colombiano no obtuvo ninguna medalla en estos Juegos.